# Jewett Motors Inc.
La Jewett Motors Inc. è stata una casa automobilistica statunitense attiva per un breve periodo tra il 1923 e il 1927 nel settore delle auto medie. La casa era una sussidiaria della Paige-Detroit Motor Company e nel 1927, ultimo anno di attività, prese il nome di Junior Paige.

## Storia

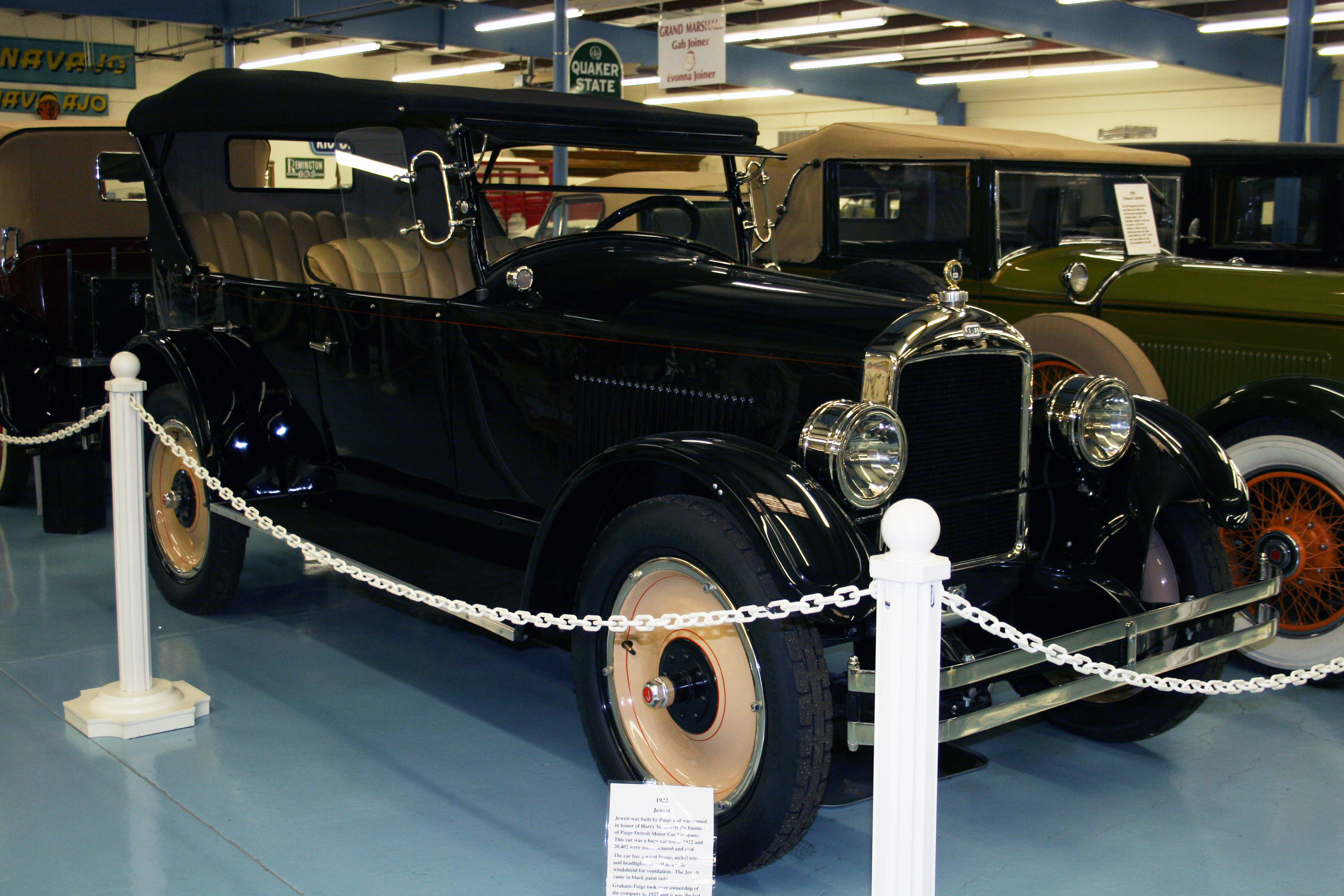
Una Jewett 18-22 del 1922

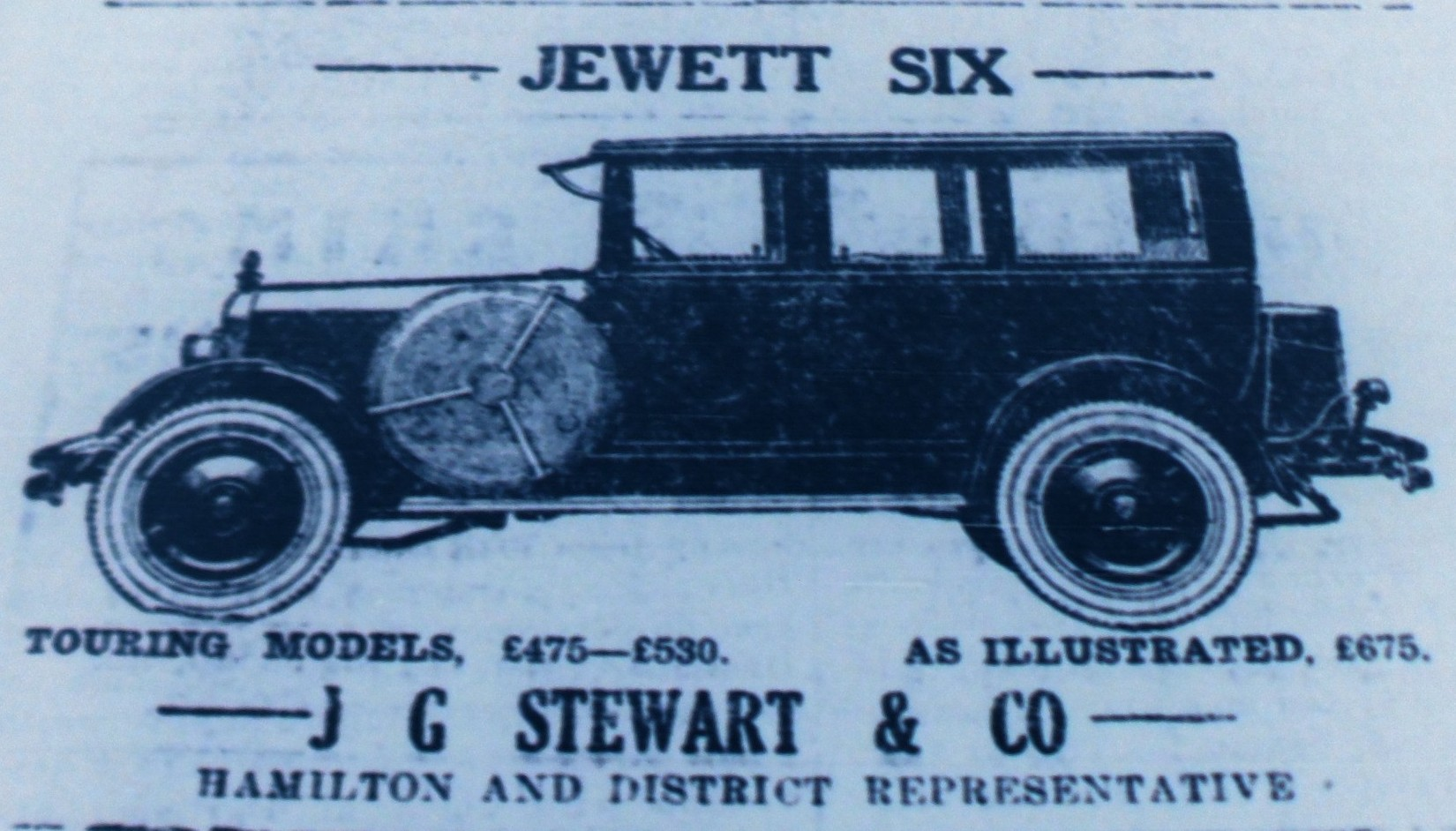
Una Jewett Six del 1925

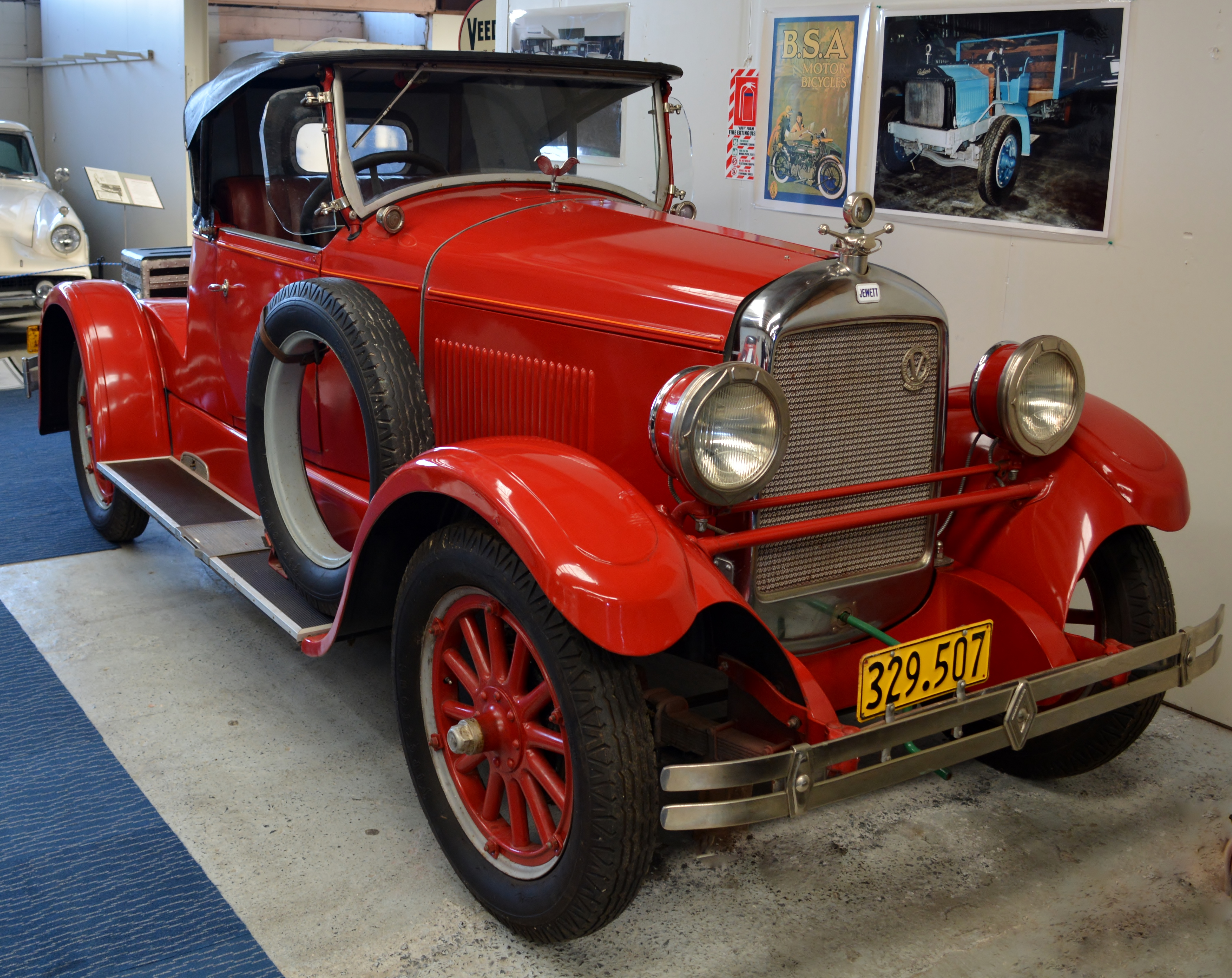
Jewett Boat Tail (Coda a battello) del 1925

La casa fu fondata da Harry Mulford Jewett e da Fredrick Osgood Paige per produrre automobili meno care rispetto a quelle della casa madre.
Tale pratica era comune negli anni tra la fine della prima guerra mondiale e i primi anni '30 quando un gruppo automobilistico preferiva moltiplicare le marche per coprire il maggior numero di fasce di mercato.
Nel 1927 le attività nel settore automobilistico furono cedute ai fratelli Graham divenendo Graham-Paige.